# Karel Bellmann
Karel Bellmann (1783 Královec – 2. srpna 1855 Praha) byl pražský dvorní zvonař, nejvýznamnější český zvonař první poloviny 19. století. Po jeho smrti převzal zvonařskou dílnu syn Karel Ferdinand Bellmann (1820–1893), který stál v jejím čele do r. 1869. Poté se vedení dílny ujala jeho mladší dcera, Anna Bellmannová (1825–1893). V roce 1876 dílna zanikla.

## Život
Karel Bellmann se narodil v pruském Königsbergu (dnešním Kaliningradě) jako syn zvonaře Albrechta Bellmanna a jeho ženy Florentiny. Začátkem 19. století odešel do Prahy, kde nastoupil jako tovaryš u významného zvonaře Jana Václava Kühnera. Po Kühnerově smrti v roce 1802 vedla podnik vdova Anna Marie Kühnerová. V roce 1810 se Bellmann oženil s jejich dcerou Annou (1794–1864) a převzal činnost plně vybavené zvonařské dílny této rodiny do svých rukou. Až do roku 1816, kdy vdova Anna Marie Kühnerová zemřela, odléval zvony pod jménem Kühnerů. Teprve poté na nich začal užívat vlastní signaturu. Kühnerovská tradice značně poznamenala jeho samostatnou tvorbu, vzešla odtud například forma úchytové koruny s charakteristickými ženskými obličeji.

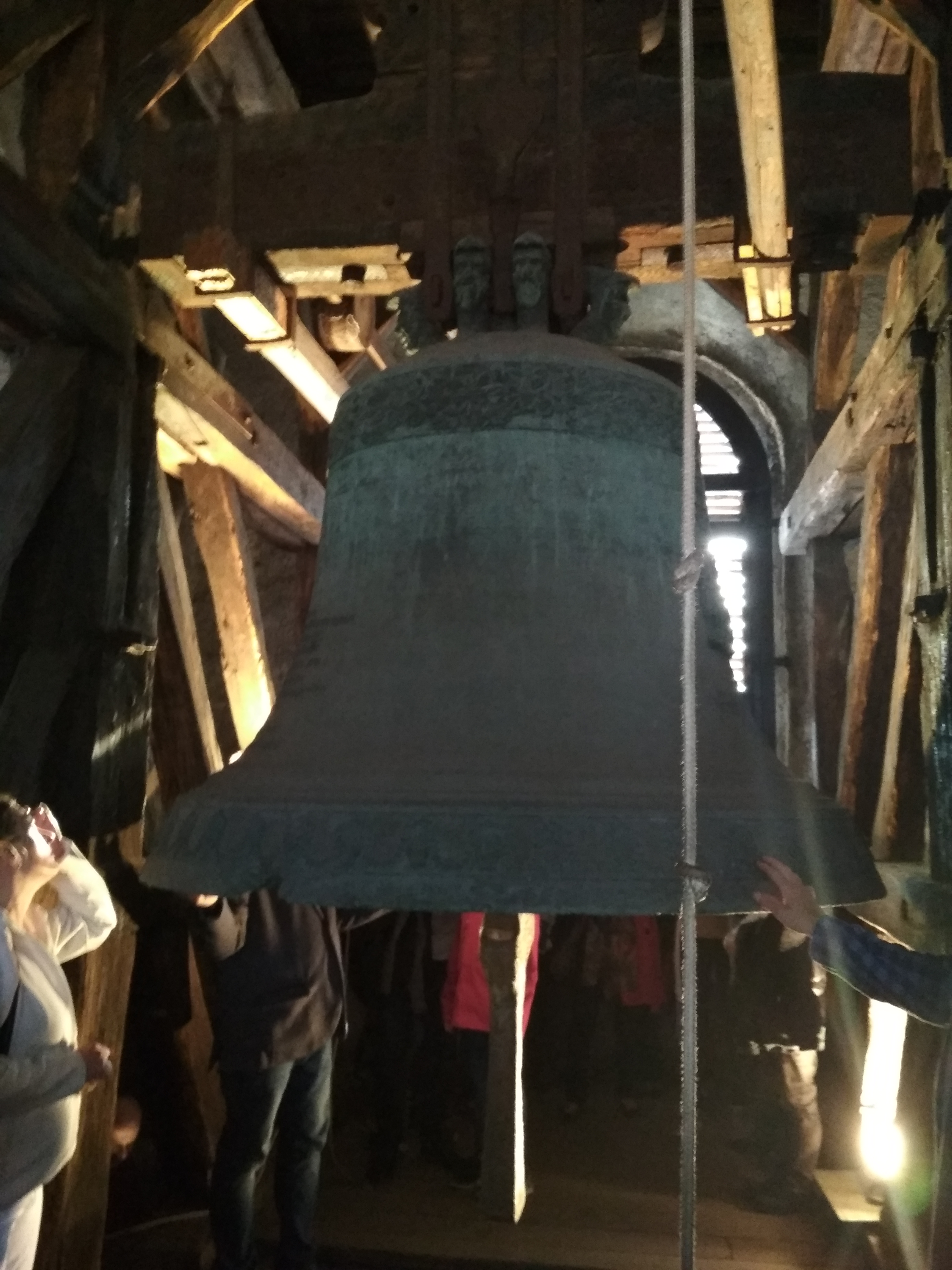
Zvon v kostele Povýšení svatého Kříže v Kadani z roku 1819

Později byl Karel Bellmann jmenován císařským a královským dvorním zvonařem (k. k. Hofglockengiesser). Produkce z jeho dílny byla značně rozsáhlá, zvony odléval pro řadu kostelů, především v Praze a ve středních Čechách. Mnoho zvonů přelil ze zvonů starších, ale uchovával jejich původní nápisy i reliéfy.
Zvonařské dílny rodiny Bellmannů sídlily na Novém Městě pražském v Široké, tj. dnešní Jungmannově ulici. Jungmannova ulice byla dle písemných pramenů centrem metalurgické výroby již od konce 14. století.
Zvonařský dům se nacházel v čp. 747/II (Dům u tří zvonků, Dům u Zvonařů) jehož pozemek zasahoval až k Františkánské zahradě. Dům s bohatou zvonařskou historií patřil již v 16. století věhlasnému mistru Brikcímu z Cymperka. Z objektu se zachoval pouze raně renesanční patrový dům při Františkánské zahradě, zbytek ustoupil ve 30. letech minulého století funkcionalistické stavbě (Obchodní dům Te-Ta). Ve dvoře se dochovala kamenná klasicistní kašna z roku 1824, věnovaná manželce Anně.
Podle archeologických nálezů se dílna Bellmannů dále nacházela v místech domů č.p. 740/II, 741/II, 742/II a 743/II, které rodina vlastnila a bydlela zde.
Řemeslu se zde vyučili i oba synové Josef (*1817) a Karel Ferdinand (*1820).
V roce 1845 zakoupil Karel Bellmann Císařský mlýn v Bubenči se strojní papírnou a veškerým příslušenstvím, kterou vedl svým nákladem. Nemovitost později přešla na dceru Karolinu Christinu a jejího manžela, bankéře a starostu Bubenče Augusta Lumbeho.
Nejmladší Bellmannova dcera Augusta (*1827) byla manželkou významného anatoma Wenzela Grubera.
V roce 1855 utrpěl Bellmann vážná zranění, když nechal poprvé rozeznít zvon v kostele Sv. Jeronýma v Sedlci u Prčic. Na jejich následky za několik týdnů zemřel. Pochován byl na evangelickém hřbitově v Praze.
Po jeho smrti na několik let převzal dílnu syn Karel Ferdinand. Oproti otci vyrobil daleko méně zvonů, věnoval se vlastní knihtiskárně a nakladatelství a zvonařskou dílnu předal své sestře Anně (*1825). V roce 1876 dílna Bellmannů, která patří k nejvýznamnějším českým zvonárnám 19. století, zanikla.

## Dílo

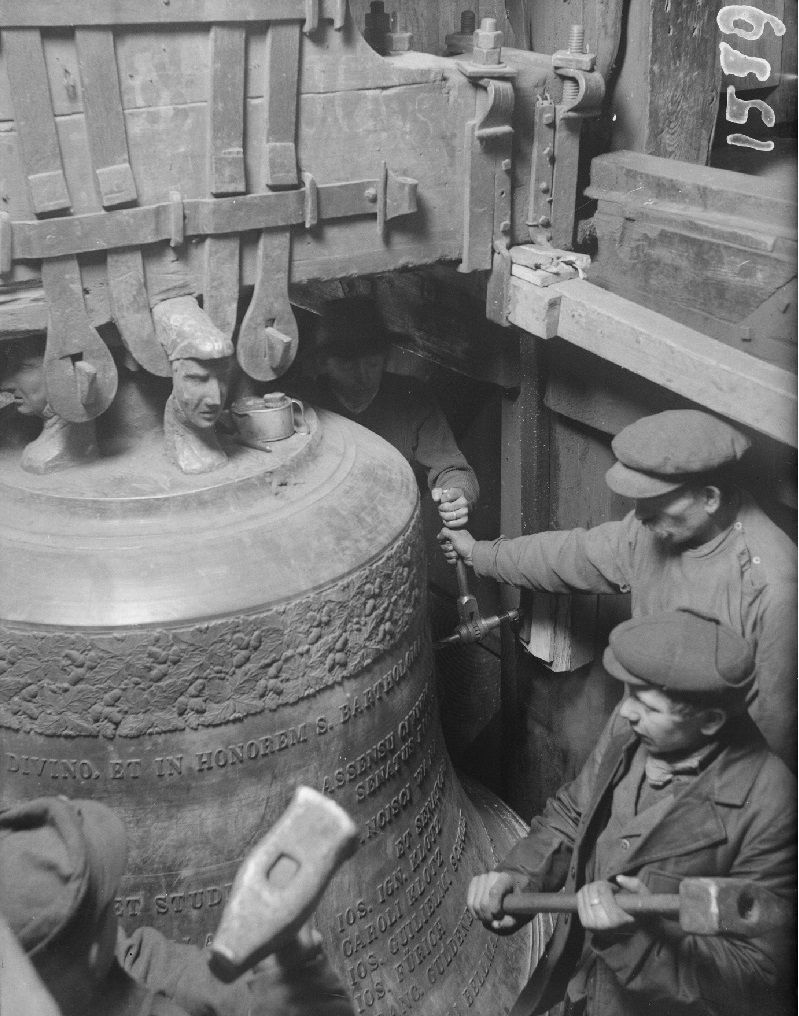
Zvon Bartoloměj při rekvizici v roce 1917

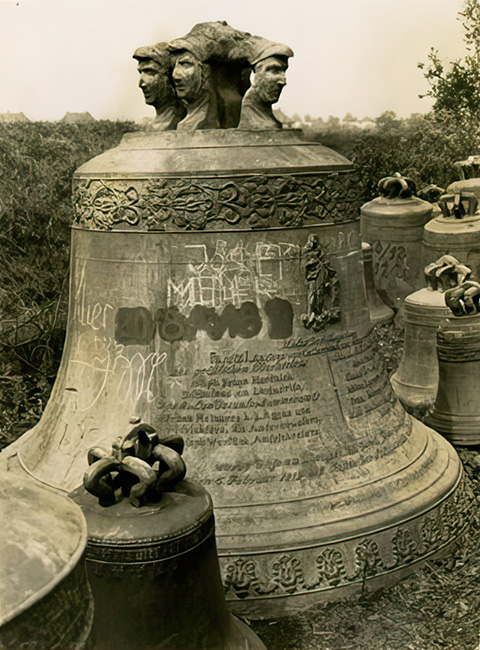
Zvon Anna z kadaňského kostela Povýšení svatého Kříže při rekvizici v roce 1942

Bellmannovi odlili mnoho zvonů pro pražské chrámy, velká a malá města i venkovské kostely a zvoničky. Drtivá většina zvonů se nedochovala, protože v období první i druhé světové války byly rekvírované – zabavené kvůli získání barevných kovů pro válečné účely a roztavovány na výrobu zbraní.
Jen v Praze pocházelo z jejich dílny 63 zvonů, z nichž se dochovalo pouhých 8. Mezi ně patří dva zvony v Praze Dolních Chabrech ve zvonici u kostela Stětí sv. Jana Křtitele. Zdejší zvony Karla Bellmana z roku 1843 a Anny Bellmannové z roku 1870 obě války přečkaly a jsou tak k vidění dodnes. Další dochované pražské zvony se nacházejí v Kapli svatého Kříže na Pražském hradě, Kostele Nejsvětějšího Salvátora, Kostele sv. Antonína v Holešovicích, v kostele Všech Svatých ve Slivenci, 2 zvony v pražských Dolních Chabrech ve zvonici na Stětí Sv. Jana Křtitele a dva malé zvony v kostele sv. Cyrila a Metoděje v Karlíně.
Největší zvon zhotovený v dílně Bellmannů byl zvon Bartoloměj pro katedrálu svatého Bartoloměje v Plzni z roku 1854. V té době byl druhým největším zvonem v Čechách. Vážil přes pět tun, měřil necelé dva metry. Vznikl přelitím Bartoloměje od Václava Pernera (1838), rozbitého z rozmaru arciděkana Antonína Hlavana, údajně kvůli nehezkému zvuku. Vyzvednut na věž byl 11. června 1854, rekvírován za první světové války.
Největší dochovaný zvon Anna se nachází v Kadani v kostele Povýšení svatého Kříže. Původní zvon zanikl při požáru 11. října 1811. Nákladem obce byl v 6. února 1819 nahrazen. Nese reliéf svaté Anny, německý nápis, dosahuje dolního průměru 180 cm, výšky s korunou 175 cm a hmotnosti zhruba 3,5 tuny. Přestál rekvizice za první světové války, rekvírován byl 7. července 1942 za druhé světové války, ale do jejího konce nedošlo ke zničení, takže mohl být v roce 1946 restituován a vrácen na věž. Patří k největším zvonům Litoměřické diecéze.
Další z nemnoha dochovaných zvonů – Sv. Josef – je v obci Jakub u Sedlce u Kutné Hory – v kostele sv. Jakuba.

### Zvony
- 1813 – zvon Václav – Ondřejov, kostel sv. Šimona a Judy[10]
- 1816 – zvon Jindřich pro kostel sv. Jindřicha na Novém Městě v Praze (ulití tohoto zvonu patřilo k nejvýznamnějším zakázkám)
- 1819 – zvon Sv. Anna pro Kostel Povýšení svatého Kříže v Kadani
- 1822 – zvon pro Kostel svaté Voršily, Chlumec nad Cidlinou
- 1823 – dva zvony pro Kostel svatého Jakuba Většího v Ratenicích, větší rekvírován v roce 1917, menší o průměru 62 cm se dochoval
- 1823 – zvony pro augustiánský klášter v České Lípě
- 1823 – zvon pro dřevěnou zvonici – mariánské poutní místo v Tuřanech (rekvizice 1917)
- 1824 – střední zvon – Praha 1 – Staré Město, Kostel Nejsvětějšího Salvátora
- 1825 – zvon Sv. Petr pro kostel sv. Petra a Pavla v Kralovicích
- 1826 – zvony Rudolf a Václav, Praha 1 – Staré Město, kostel Matky Boží před Týnem, severní věž[11]
- 1826 – zvony pro kostel v Ledči
- 1828 – zvon (43,5 kg) pro zvoničku na Labské, nedochoval se
- 1832 – tři zvony Jakub (213 kg), Jan Nepomucký (96 kg) a Václav (45 kg) pro Kostel svatého Jakuba Většího, Červený Kostelec – Jakub praskl, ostatní rekvírovány v 1. světové válce
- 1832 – zvony pro kostel v Rychnově nad Kněžnou
- 1833 – zvon Jan Křtitel, Kostel sv. Petra na Poříčí, Praha, zrekvírován
- 1834 – zvon pro kapli sv. Václava, Hybrálec
- 1843 – zvon Sv. Jan – Dolní Chabry, kostel Stětí sv. Jana Křtitele[12]
- 1844 – zvon Ježíš, Praha 1 – Katedrála svatého Víta, Václava a Vojtěcha na Pražském hradě, přelit ze staršího zvonu z r. 1761, průměr 42 cm, výška 33 cm, zrekvírován[13]
- 1850 a 1858 – přelité zvony Sv. Pavel a Sv. Petr – na Bílé věži v Klatovech
- 1853 – malý zvon pro Kapli svatého Kříže na Pražském hradě
- 1854 – hlavní zvon Bartoloměj pro Katedrálu svatého Bartoloměje v Plzni, váha 5102 kg, 191 cm, rekvírován v r. 1917[14]
- 1855 – zvon Václav, Sedlec, kostel sv. Jeronýma, zvon přelit ze staršího zvonu z roku 1335
- 1. pol. 19. stol. – malý zvon pro kostel sv. Antonína v Holešovicích
- 1861 – zvon Dominik (přelitý zvon z roku 1534) v děkanském chrámu Proměnění Páně na hoře Tábor v Táboře (rekvizice 21. 7. 1916)
- 1863 – 4 zvony pro kostel sv. Cyrila a Metoděje v Karlíně v Praze (jedna z významných zakázek K. B.)
- 1869 – zvon Sv. Bedřich a Sv. Antonín, nejmenší z r. 1731 byl r. 1864 přelit od Karla Bellmanna – pro farní kostel sv. Prokopa v Čestlicích u Prahy

### Dochované zvony
- 1819 – zvon Sv. Anna pro Kostel Povýšení svatého Kříže v Kadani, reliéf svaté Anny, německé nápisy, dolní průměr 180 cm, výška s korunou 175 cm, hmotnosti zhruba 3,5 tuny, rekvírován až v roce 1942, nedošlo ke zničení, v roce 1946 vrácen na věž

- 1823 – menší zvon o průměru 62 cm pro Kostel svatého Jakuba Většího v Ratenicích, na plášti opatřený reliéfem světce a českým nápisem
- 1824 – střední zvon – Praha 1 – Staré Město, Kostel Nejsvětějšího Salvátora
- 1834 – zvon pro kapli sv. Václava, Hybrálec
- 1843 – zvon Sv. Jan – Dolní Chabry, kostel Stětí sv. Jana Křtitele
- 1853 – malý zvon pro Kapli svatého Kříže na Pražském hradě
- 1. pol. 19. stol. – malý zvon pro kostel sv. Antonína v Holešovicích
- 1861 – zvon Vojtěch Mikuláš a menší zvon Marie (sloužil ke zvonění pro klekání a poledne) – rekvizice 22. 3. 1917

### Charakteristika zvonů
- Z rodinného dědictví pocházejí ženské obličeje zdobící ucha koruny a též bohaté vegetativní výzdobné pásy na pláštích zvonů.
- Při přelévání starších zvonů byly často pořízeny kopie starší výzdoby a nápisů, které pak byly použity na zvon nový, takže na nich zůstala zachována část původní výzdoby.
- Zpravidla byly užívány německé nápisy (zejména signatura).

## Další díla
Kromě zvonů vyráběl i hodinové cymbály a další kovolijecké výrobky.